# 슈타들러 레일
슈타들러 레일(Stadler Rail AG)는 스위스 철도 차량 제조업체로, 광역철도용 동차와 트램에 중점을 두고 있다. 유럽에서 유일하게 랙 철도 차량을 생산하는 등 틈새 시장에 중점을 둔다. 본사 소재지는 스위스 부스낭이다.
지역 법인은 알제리, 독일, 이탈리아, 네덜란드, 오스트리아, 폴란드, 스위스, 스페인, 체코 공화국, 헝가리, 벨로루시와 미국에 위치하며 인도네시아에서 INKA 및 인도의 메더 서보 드라이브(Medha Servo Drives)와의 합작 투자를 예정하고 있는 9개의 자회사로 구성된다. 슈타들러 레일은 스위스 2,750명, 독일 1,200명, 벨로루시 1,000명, 헝가리 400명, 폴란드 400명을 포함하여 2012년까지 약 6,100명의 직원을 고용했다. 2017년에는 직원 수가 7,000명으로 늘어났다.

## 역사
슈타들러 레일의 기원은 1942년 에른스트 슈타들러가 설립한 엔지니어링 사무실로 거슬러 올라간다. 3년 후, 회사는 배터리 전기 및 디젤 유형을 모두 제작하는 최초의 기관차를 제조하기 시작했다. 슈타들러 레일의 역사 대부분은 스위스에 기반을 둔 비교적 소규모 가족 소유 기업으로 운영되었으며 전통적으로 고객을 위한 맞춤형 철도 차량 제조에 중점을 두었다. 고객 기반은 일반적으로 협궤와 산악 철도와 같은 비교적 틈새시장 내에 있었다. 당시 스위스의 철도차량 제작사에 비해서 1990년대까지는 비교적 작은 철도 차량 제조업체로 남아 있었다. 1990년대 중반까지 슈타들러의 직원은 100명에 불과했다.
1984년에 슈타들러 레일은 처음으로 여객용 철도 차량 제조에 착수하기로 결정했다. 1990년대 중후반 동안 신제품 출시와 랙앤피니언 및 협궤 철도용 특수 철도 차량을 제작한 다른 두 개의 스위스 공장 인수를 통해 사업이 계속 확장되었다. 슈타들러 레일은 1990년대 후반에 사업이 크게 성장했다. 그 고객 기반은 유럽에서 운영되는 가장 빠르게 성장하고 가장 혁신적인 기차 제조 회사 중 하나가 되기 위해 다음 20년 동안 해마다 계속 확장되었다. 슈타들러 레일은 알스톰, 봄바르디어 및 지멘스, 그리고 여러 국가의 기존 열차 운영 회사로부터 여러 주요 주문을 성공적으로 확보했다.

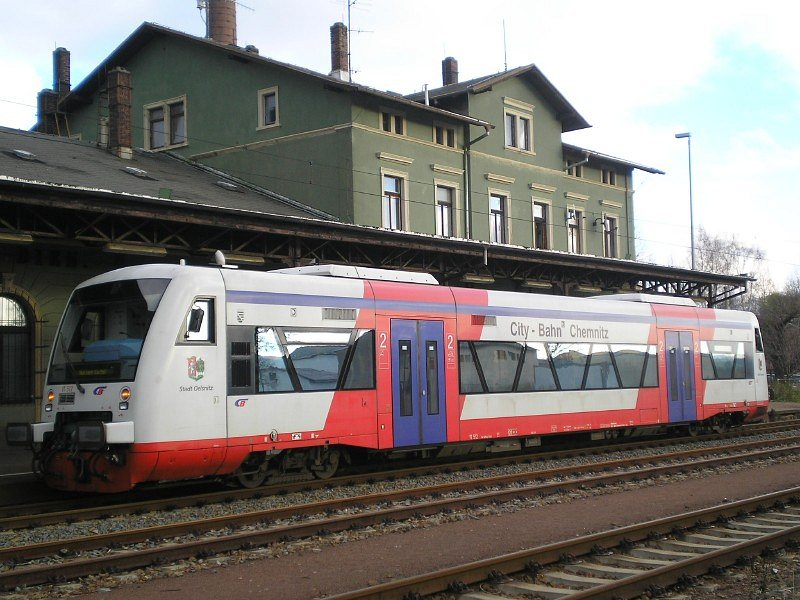
슈타들러 레기오셔틀 RS1

1999년에 슈타들러 레일은 슈타들러 레기오셔틀 RS1을 제조하기 위해 ADtranz와 합작 투자하여 67%의 지분을 소유했다. 그러나 2000년 봄바디어가 ADtranz를 인수한 후 EU 집행위원회 결정에 따라서 일부 광역철도 및 노면전차 제품군을 매각해야 했다. 그 결과 2001년 ADtranz의 베를린 팡코 공장을 완전히 인수하여 독일에서의 사업 거점으로 삼았다. RS1은 슈타들러 인수 이후에도 계속 생산되었으나, 기술적으로 상당히 비슷하지만 2량 이상으로 고정 편성되는 봄바디어 이티노는 봄바디어에 계속 남아 있었다.
슈타들러의 대표적인 철도 차량은 슈타들러 FLIRT(Fast Light Innovative Regional Train)이다. FLIRT는 소형 광역철도용부터 대형 간선형 열차까지 다양한 구성의 열차를 제작할 수 있는 플랫폼이며, 핀란드 및 구소련용 광궤용으로도 생산된다. 2004년에는 스위스 연방 철도에 첫 동력차를 납품했다. 2019년까지 유럽, 미국, 알제리 및 아제르바이잔에 걸쳐 16개국의 철도 운영 기관에서 1,400편성 이상의 FLIRT를 주문했다.
확장된 주문서와 더 넓은 고객 기반을 용이하게 하기 위해 회사는 생산 능력을 빠르게 확장했다. 2005년에 중부유럽과 동유럽 시장을 겨냥하여 헝가리에 새로운 조립 공장을 건설했고, 그 다음 해에 폴란드에 또 다른 조립 공장을 건설했다. 6년 후 벨라루스에 세 번째 제조 공장이 설립되었다. 2019년 말까지 이 회사는 20개국에 걸쳐 다양한 위치에서 7,000명 이상의 직원을 고용한 것으로 알려졌다. 매년 트램, 기관차와 객차를 포함한 수백 대의 철도 차량이 회사에서 완성된다. 제조 노력 외에도 슈타들러 레일이 유럽, 미국, 중동 및 북아프리카 지역의 운영자에게 제공하는 계약된 유지보수 및 보수 프로그램에서 상당한 비즈니스가 창출된다.
이 회사는 또한 2005년 빈터투어에 기반을 둔 스위스 회사 Winpro AG, 2013년 네덜란드 보이트 레일 서비스(Voith Rail Services), 2015년 발렌시아의 보슬로 철도 차량(Vossloh Rail Vehicles)을 포함하여 수많은 인수를 통해 성장했다. 그들은 더 넓은 슈타들러 레일 조직에 통합되었다. 제공하는 제품과 서비스의 범위를 확장한다.
수년 동안 페터 스풀러는 회사의 최고 경영자(CEO)로 재직했으며, 비즈니스의 주요 지분을 보유하고 있다. 슈타들러 레일의 마케팅 및 영업 담당 수석 부사장인 페터 예넬텐에 따르면 비즈니스의 상대적으로 린 구조가 매우 신속한 의사 결정을 가능하게 하고 제품의 출시 시간을 단축한 것으로 평가했으며, 이는 차례로 중요한 판매였다. 고객을 위한 포인트. 철도 산업의 정기 간행물인 철도 매거진은 슈타들러 레일이 특히 납품 및 인증 문제와 관련하여 지배적인 시장 경쟁업체에 대한 고객 불만의 주요 수혜자라고 주장했다.
2014년에 슈타들러 레일은 아제르바이잔에 기반을 둔 회사인 International Railway Distribution LLC와 합작 회사를 설립하여 국내에서 철도 차량을 제조한다고 발표했다. 한 달 전에 슈타들러는 30개의 슬리퍼와 식당차를 생산하는 SFr 120백만 계약을 받았다. 원래 러시아용으로 제작된 차량은 아제르바이잔과 이웃 조지아에도 재판매되었다.

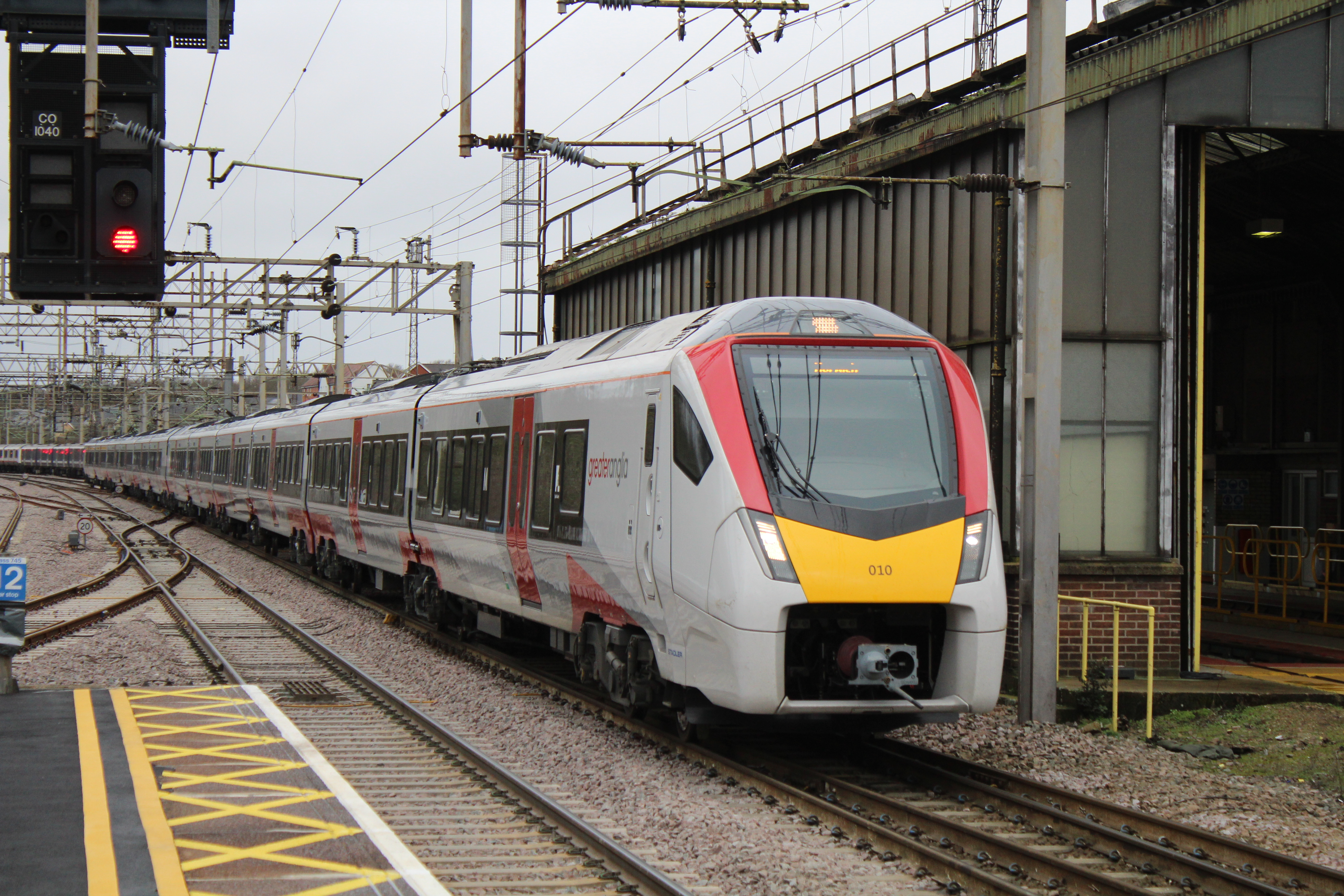
브리티쉬 철도 클래스 745

슈타들러 레일은 전통적으로 규제 환경의 불리한 복잡성으로 인해 영국 철도 고객 기반과의 주요 관여를 피했다. 그러나 2017년 경영진은 철도 사업자 간의 시장 점유율을 확보하고 새로운 제조 및 서비스 시설을 설립하기 위해 영국에 결정적인 진출을 시작하기로 결정했다. FLIRT 제품군을 위해 Abellio Greater Anglia로부터 6억 1천만 파운드의 주문을 신속하게 확보하여 부스낭에서 제작된 영국의 제한적 적재 게이지를 준수하는 378대의 차량을 생산했다. 영국 시장에서 추가 주문에는 글래스고 지하철이 포함된다. 무인 자동화 시스템을 통해 운영되는 17개의 지하 열차에 대한의 주문은 슈타들러에게는 처음이다. Merseytravel은 맞춤형 전기 열차에 대한 또 다른 주요 주문을 받았다.
2019년 4월동안 슈타들러 레일은 SIX 스위스 증권시장에 상장되어 회사에 대한 스풀러의 지분을 40%로 줄였다. 상장 전에 스풀러는 회사 자본금의 80%를 소유한 반면 RAG Stiftung은 주요 직원 10%를 추가로 보유했으며 나머지 10%는 회사의 여러 고위 직원에게 분배되었다.
최근 몇 년 동안 경전철과 지하철 부문은 점점 더 중요한 고객이 되었다. 독일, 노르웨이, 영국의 다양한 사업자가 회사의 바리오반 트램을 채택했으며, 슈타들러 레일은 2015년에 첫 번째 도시 철도 계약을 받았다. 2015년 12월 회사는 베를린 S반에 최대 1,380대의 차량이 제공되며, 그중 마지막 차량은 2023년까지 인도될 예정이다. 2019년, 슈타들러 레일은 지역화와 오픈 액세스 운영의 추세에 따라 철도 차량, 경전철과 여러 유닛의 사업을 확보하기 위해 소규모 사업자를 활용하기 위해 노력하고 있었다.
슈타들러는 파니팔에 대규모 제조 시설을 가지고 있는 벨로루시에서의 사업 활동으로 인해 비판을 받아 왔다. 논란이 되고 있는 2020년 벨로루시 대통령 선거와 그에 따른 항의가 뒤 따랐고, 2022년 러시아의 우크라이나 침공으로 회사는 해당 국가에서의 노출을 줄이도록 압력을 받았다. 2022년 6월까지 라이언에어 4978편의 강제 회항 여파로 벨로루시에 대한 국제 제재로 인해 철도 장비를 조립하는 데 사용되는 전자 부품을 더 이상 파니팔에 인도할 수 없다. 파니팔에서 그 작업을 수행할 수 없었기 때문에 장비와 인력은 손실을 만회하기 위해 폴란드, 스위스 및 미국으로 이전되었다. 이사회는 사이트를 유지하기로 결정하고 회사는 OECD, UN 및 EU와 같은 국제기구의 초국가적 결정을 따라야 하지만, 그들의 헌신은 현장에서 일하는 사람들에 대한 것이며, 스타들러는 “독재자가 아닌 대중을 위해 봉사한다”고 말했다.